# Ядерна енергетика Індонезії
Програма ядерної енергетики в Індонезії передбачає плани будівництва в країні ядерних реакторів для мирних цілей. Індонезія заборонила розробку ядерної зброї або будь-які наступальні способи її використання завдяки підписанню Договору про нерозповсюдження ядерної зброї 2 березня 1970 року та ратифікувала його як Закон № 8/1978 18 грудня 1978 року.
Чинним законодавством, що регулює використання, дослідження та розвиток ядерної енергії в Індонезії, є Закон № 10/1997. Відповідно до цього закону в 1998 році було засновано національне агентство з регулювання та нагляду за ядерною енергетикою Badan Pengawas Tenaga Nuklir (BAPETEN, англ. Nuclear Energy Regulatory Agency). У той час як Національне агентство ядерної енергії Індонезії (індонезійською: Badan Tenaga Nuklir Nasional, BATAN) було державним агентством ядерних досліджень і розробок, заснованим у 1958 році та відновленим через закон. До науково-технічної реформи 2021 року BATAN виконував роль державного агентства ядерних досліджень і розробок. З 2021 року Національне агентство з досліджень та інновацій (індонезійською: Badan Riset dan Inovasi Nasional, BRIN) є державним агентством ядерних досліджень і розробок після того, як BATAN відмовився від своїх повноважень і прав на BRIN і ліквідував BATAN. BRIN виконує свою роль у виконанні державних ядерних досліджень і розробок через свою дослідницьку організацію з ядерної енергії (індонезійською: Organisasi Riset Tenaga Nuklir, ORTN).
Індонезія, незважаючи на те, що в країні немає ядерних станцій, має досвід роботи в галузі атомної енергетики. Існують плани будівництва експериментального реактора потужністю 10 МВт у Серпонгу, неподалік столиці Джакарти, на основі російського проекту. Цей реактор приєднається до трьох інших дослідницьких реакторів, побудованих у країні раніше.

## Історія
У 1954 році в Індонезії почалися дослідження атомної енергії. Окрім виробництва електроенергії, ядерні технології також використовуються в медичних і сільськогосподарських цілях, а також для безпеки харчових продуктів. Плани щодо атомної програми були згорнуті ще в 1997 році через відкриття газового родовища Натуна, але з 2005 року їх відродили.
Відповідно до Указу Президента № 5 від 2006 року, до 2025 року в Індонезії має бути побудовано чотири атомні електростанції. Їх загальна потужність становитиме не менше 4000 МВт електроенергії, що становить близько 1,96 відсотка від прогнозованого попиту на електроенергію в 2025 році (від 200 000 до 350 000 МВт). Індонезія заявила, що програма буде розроблена відповідно до Міжнародного агентства з атомної енергії (МАГАТЕ), і Мухаммед Ель-Барадей був запрошений відвідати країну в грудні 2006 року. Протести проти планів щодо ядерної енергетики відбулися в червні 2007 року в центральній Яві, і збільшилися в середині 2007 року.
У грудні 2013 року повідомлялося, що Індонезія планує почати будівництво реактора в 2015 році. У лютому 2014 року уряд Індонезії підтвердив, що найближчим часом планує побудувати реактор потужністю 30 МВт. Проте станом на грудень 2015 року Індонезія не буде використовувати атомну енергетику, щоб досягти мети 136,7 гігават потужності електроенергії до 2025 року та 430 гігават до 2050 року.
У серпні 2016 року CNEC і BATAN домовилися про спільну розробку HTGR в Індонезії.
1 вересня 2021 року BATAN було розпущено та замінено на ORTN з BRIN.

## Перелік реакторів
| Назва           | Блок №. | Реактор | Реактор   | Статус      | Чиста потужність (MW) | Початок будівництва | Комерційне використання | Закриття |
| Назва           | Блок №. | Тип     | Модель    | Статус      | Чиста потужність (MW) | Початок будівництва | Комерційне використання | Закриття |
| --------------- | ------- | ------- | --------- | ----------- | --------------------- | ------------------- | ----------------------- | -------- |
| Мурія           | 1       | PWR     | ВВЕР-1200 | Заплановано | 1150                  |                     | ( 2040)                 |          |
| Мурія           | 2       | PWR     | ВВЕР-1200 | Заплановано | 1150                  |                     | ( 2040)                 |          |
| Мурія           | 3       | PWR     | ВВЕР-1200 | Заплановано | 1150                  |                     | ( 2040)                 |          |
| Мурія           | 4       | PWR     | ВВЕР-1200 | Заплановано | 1150                  |                     | ( 2040)                 |          |
| Бангка Белітунг | 1       | PWR     | ВВЕР-1200 | Заплановано | 1150                  |                     | ( 2040)                 |          |
| Бангка Белітунг | 2       | PWR     | ВВЕР-1200 | Заплановано | 1150                  |                     | ( 2040)                 |          |

### Локації
Для дослідницьких цілей в Індонезії вже побудовані такі експериментальні ядерні реактори:
1. Kartini ядерний дослідницький реактор в Слеман[en], Джок'якарта
2. MPR RSG-GA Siwabessy ядерний дослідницький реактор в Серпонґ, Бантен
3. Triga Mark III ядерний дослідницький реактор в Бандунг, Західна Ява

За словами спостерігача, Індонезія здатна побудувати ядерний реактор у кожній провінції завдяки достатній кількості матеріалів та геологічному забезпеченню. Як територія видобутку олова монацит існує по всій території Бангка та острова Белітунг. У горі Мунтай було знайдено майже 183 тонни монацитового осаду, якого достатньо для атомних електростанцій, які будуть побудовані в Західній і Південній Бангці.
BATAN продовжує пошуки джерел урану та відповідних місць для атомних електростанцій. Bangka Belitung є геологічно стабільним і знаходиться поблизу регіонів країни з найбільшим споживанням електроенергії: Яви та Суматри. Місцеві мешканці сприйнятливіші до розміщення АЕС, ніж в інших місцях. Хоча місцеві жителі були проти, BATAN все ще розглядав раніше вивчені місця гори Муріа, Джепара, Центральна Ява та Серанг, Бантен.
У липні 2011 року губернатор Bangka Belitung звернувся до уряду з проханням продовжити плани будівництва атомних електростанцій у районах Мунток і Перміс між 2025 і 2030 роками. Дві станції вироблятимуть два гігавати електроенергії вартістю 70 трильйонів рупій (8,2 мільярда доларів США). , виробляючи 40 відсотків потреб електроенергії на Суматрі, Яві та Балі.
Було запропоновано кілька місць для розміщення ядерних реакторів для виробництва електроенергії:
1. Мис Мурія, Кудус (Центральна Ява)
2. Горонтало, на півночі Сулавесі
3. провінція Банка-Белітунг (дві станції загальною потужністю 18 GW)[13]
4. Калімантан[14]

Стосовно аварії на Фукусімі індонезійський викладач геодезії заявив, що хоча більша частина Японії була сейсмонебезпечною, в Індонезії є багато вільних від землетрусів територій на Калімантані, Бангка-Белітунг, північній Яві (населений район) та Іріані.

## Пропозиції
Викладач фізики з університету Айрлангга заявив, що потреба в електроенергії продовжує зростати, а запаси викопного палива виснажуються; Індонезія готова і здатна будувати атомну електростанцію. Ядерні експерти проводять ядерні дослідження з 1970-х років. Індонезійське агентство з регулювання ядерної енергетики BAPETEN підтвердило, що сім ядерних інспекторів були в місіях МАГАТЕ в кількох країнах (зокрема, один у Токіо, Японія), і Індонезія готова експлуатувати атомні електростанції, як тільки вони побудують об'єкти.
Незважаючи на аварію на АЕС у Фукусімі, Індонезія навряд чи зупинить свій план будівництва своєї першої атомної електростанції через кризу в електроенергетиці. Керівник відділу розвитку ядерної енергетики в Національному агентстві з ядерної енергії Індонезії сказав, що занепокоєння щодо катастрофи, подібної до японської, було безпідставним; електростанції в Індонезії використовуватимуть більш прогресивні технології, ніж реактори, які працюють чотири десятиліття на заводі Фукусіма в Японії. Сучасні електростанції розроблені для роботи в умовах повного збою електропостачання, подібного до того, що сталося на Фукусімі, покладаючись на системи пасивної безпеки, для роботи яких не потрібна електроенергія.
P3Tek, агентство в рамках міністерства енергетики, рекомендувало реактор з розплавленої солі TMSR-500, описаний у ядерному реакторі ThorCon. Паливом TMSR-500 є суміш урану та торію. Індонезійський ядерний регулятор BAPETEN і ThorCon почали попередні консультації щодо ліцензування в березні 2023 року. У липні 2023 року індонезійський регулятор BAPETEN провів публічне обговорення запланованої електростанції поділу ThorCon на острові Геласа.